# 阿字万字町
阿字万字町（あぜまめちょう Azemame-chō）は、奈良県奈良市の中央部、市街地の中央部に位置する地区である。郵便番号は630-8346。

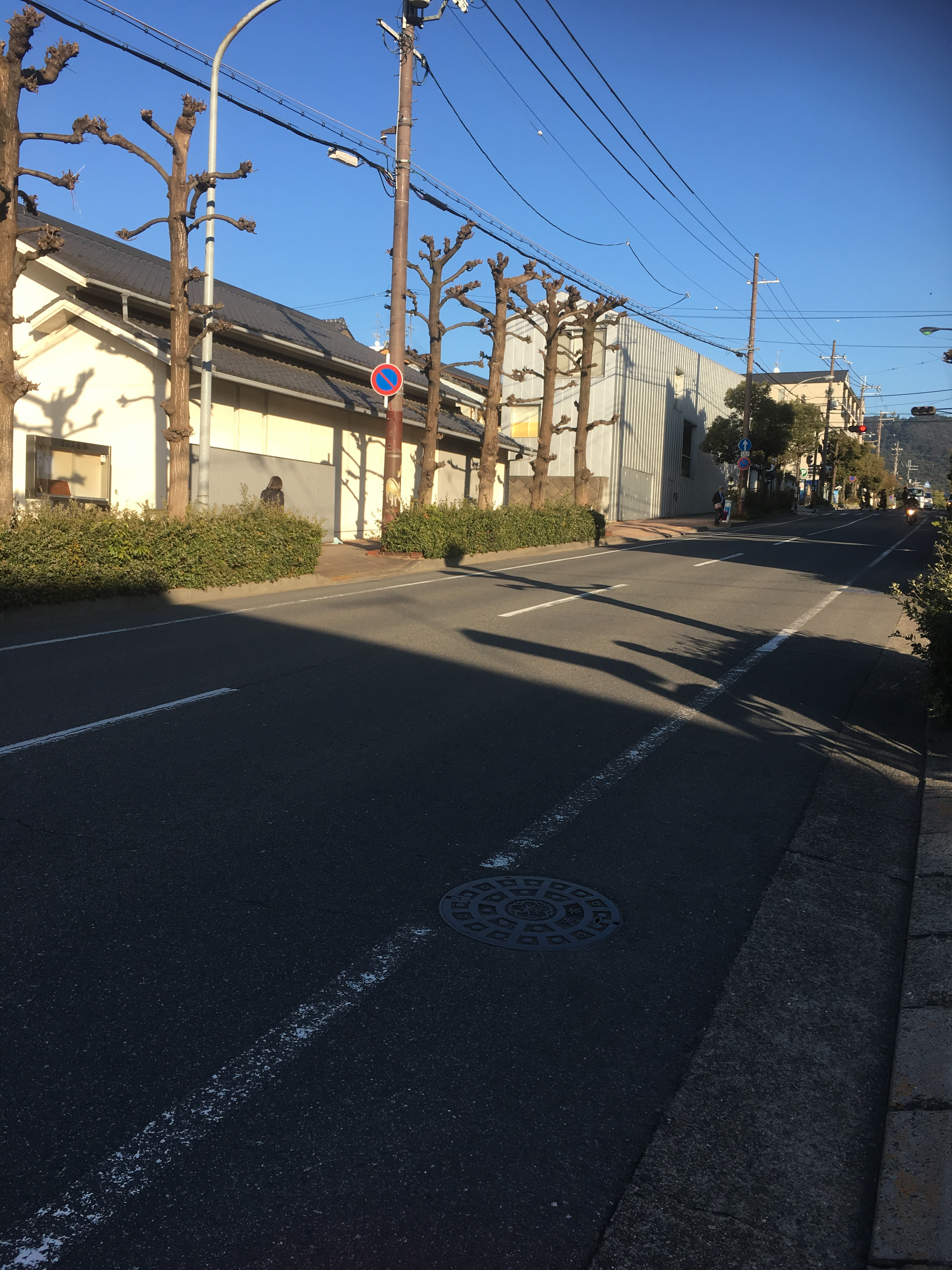
阿字万字町の町の風景

## 地理
奈良市の中央部で市街地の中央部に位置する。西は東城戸町・南中町、東は下御門町・脇戸町に接する。
東西に通るならまち大通り（都市計画道路杉ヶ町高畑線）の両側に住宅や商店、モータープールが並ぶ。

## 地名の由来
貞享四年(1687)に成立した奈良曝(ならざらし)なる由来由緒地誌本によれば、「是も本ハ元興寺の内にして阿字万院と云坊の跡なり」とあり、享保二十年(1735)に成立した奈良坊目拙解(ならぼうもくせつかい)によれば阿知麻目や阿世末女、アセマメとも記され、同書所収の「元興寺中門堂懸板銘」には弘安七年(1284)8月8日、阿願が「元興寺西、阿知麻目西南辺」の三間三尺の屋敷を元興寺に寄進したとある。

## 歴史
江戸時代から現在までこの名前は変わっていない。江戸期は奈良町の１町であり、阿知麻目町・阿世末女町とも書いていた。
また、江戸期は宿割町となっていて、薪能と春日若宮祭に出演する能役者や若宮祭に参勤する大名の役人衆の宿泊所を提供していた。

## 小・中学校の学区
- 奈良市立椿井小学校・奈良市立三笠中学校の学区に属する[2]。

## 施設

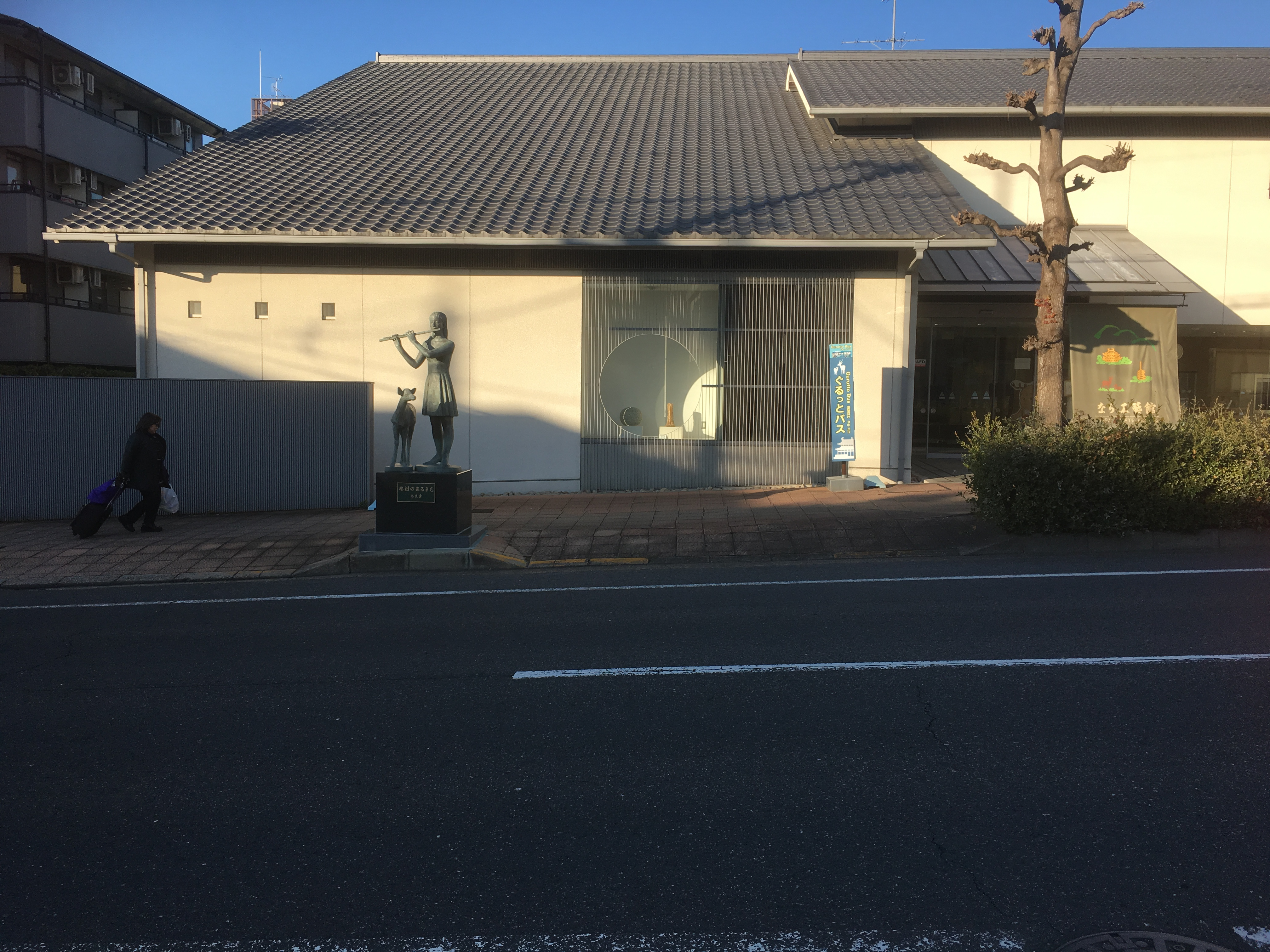
なら工藝館の外観

- “なら工藝館”. 2017年2月10日閲覧。

## 交通

### 鉄道路線
- 近鉄奈良駅あるいはJR奈良駅から徒歩。

### バス
- 奈良交通市内循環線